# 湖沿站
湖沿站位于江西省上饶市玉山县六都乡，是沪昆铁路上的车站。车站目前由南昌局集团上饶车务段管辖，不办理客运业务，货运办理办理专用线、专用铁路货运作业，主要到发品为水泥。车站是沪昆铁路进入江西省和南局管内的第一站，有“南铁东大门”、“江西东大门”之称。此外，站内还驻有鹰潭工务段湖沿工区等单位。

## 历史
湖沿站建于1970年，1971年8月1日建有通往岩瑞镇鸡头山石灰矿的专用线，长9.5千米:309。服务三清水泥、万年青水泥、玉征水泥和虎山岩鹰水泥等企业。
2000年车站因中国铁路大提速后停办客运业务。是年，车站设有6条股道；车站货场面积1500平方米，内设5条货物线和一座面积350平方米的仓库:337。货场后改为军事用途。
2006年9月1日车站至鹰潭区间实现电气化。同时原下镇站撤销，车站成为南昌铁路局的局界站。